# 3 Doors Down
3 Doors Down je ameriška post-grunge in rock glasbena skupina, ki je bila ustanovljena leta 1994 v mestu Escatawpa, v zvezni državi Mississippi. Skupino so ustanovili pevec in bobnar Brad Arnold, kitarist Matt Roberts in basist Todd Harrell. Od izdaje svojega prvega albuma v letu 2000, je band prodal preko 13 milijonov kopij svojih albumov samo v ZDA.Na leto priredijo več kot 300 koncertov in so nastopali z znanimi skupinami, kot so Lynyrd Skynyrd, Staind, Nickelback, Alter Bridge, Breaking Benjamin, Seether in Shinedown. 

## Zgodovina

### The Better Life(2000-2001)
Na tem debitantskem albumu je Brad Arnold pel in igral na bobne.
Samo pevec je postal po prvem koncertu, ko ni nobeden od članov več hotel peti, potem je začel uživati v petju in je opustil bobnanje
The Better Life je bil izdan leta 2000, od takrat pa je dosegel šest kratno platinasto naklado, predvsem po zaslugi pesmi Kryptonite, Loser, in Duck and Run. Pesem Be Like That je bila na novo posneta za film American Pie 2, pri čemer so zamenjali prvi dve uvodni vrstici. Ta verzija je danes znana pod imenom The American Pie 2 Edit.

### Away from the Sun(2002-2004)
Drugi studijski album skupine, Away from the Sun, je bil izdan leta 2002 in je od takrat dosegel 4-kratno platinasto naklado v ZDA in platinasto v Avstraliji. Najuspešnejši skladbi z albuma sta postali Here Without You in When I'm Gone. Na lestvice sta se z manjšim uspehom uvrstili še pesmi The Road I'm On ter Away from the Sun.
Pri pesmi Away from the Sun je kot bobnar nasopil Josh Freese. Pri projektu je sodeloval tudi kitarist skupine Rush, Alex Lifeson ki je igral kitaro v pesmih Dangerous Game, Dead Love ter Wasted Me (v album so na koncu vključili le pesem Dangerous Game). Lifeson je bil tudi producent albuma. Za turnejo z istim naslovom so 3 Doors Down najeli bobnarja Daniela Adaira.

#### Another 700 Miles
Od leta 2003 skupina prireja koncerte z naslovom 3 Doors Down and Friends, katerih izupiček gre v njihovo dobrodelno fundacijo The Better Life Foundation. Leta 2006 so tak koncert priredili 2. decembra v Mobile Convention Centru, denar pa so namenili žrtvam orkana Katrina.
Skupina je izdala tudi album s posnetki koncerta iz leta 2003. Plošča Another 700 Miles je od takrat dosegla zlato naklado.

### Seventeen Days(2005-2007)
Zadnji album skupine je bil izdan leta 2005, njegov naslov pa je Seventeen Days. Od izida je dosegel platinasto naklado. Skladbi Let Me Go ter Behind Those Eyes sta dosegli visoka mesta na glasbenih lestvicah. Na albumu sta bili tudi pesmi Live for Today in Landing in London (na katerih je kot kitarist in back vokalist sodeloval Bob Seger), ter pesem Here by Me. Na turneji Seventeen Days so 3 Doors Down nastopili skupaj s skupino Lynyrd Skynyrd.
Leta 2005 je skupian izdala live DVD z naslovom Away from the Sun Live from Houston, Texas. Producent in režiser je bil Alex Gibney ter Doug Biro.
Bobnarja Daniela Adaira je leta 2005 zamenjal bivši bobnar skupine Puddle of Mudd, Greg Upchurch. Adair je po odhodu postal bobnar skupine Nickelback

### 3 Doors Down(2008-2010)
Po podatkih z uradne strani skupine, je v nastajanju nov studijski album, ki bo poimenovan 3 Doors Down. Skupina je novico potrdila v intervjuju 28. decembra 2007 za časopis Las Vegas Sun. 
Video za pesem z naslovom Citizen/Soldier je dostopen na Uradni strani kadrovske službe Nacionalne garde Arhivirano 2009-02-06 na Wayback Machine.. Na strani amazon.com, je objavljen naslednji uradni spisek skladb z albuma:
1. Train 
2. Citizen/Soldier 
3. It's Not My Time 
4. Let Me Be Myself 
5. Pages 
6. It's The Only One You've Got 
7. Give It To Me 
8. These Days 
9. Your Arms Feel Like Home 
10. Runaway 
11. When It's Over 
12. She Don't Want The World 
Na uradni spletni strani skupine je objavljen datum izdaje albuma, ki naj bi bil 20. maj. To je potrdil tudi frontman skupine Brad Arnold. Prvi singel z naslovom It's Not My Time je izšel 19. februarja in se je že uvrstil na glasbene lestvice.

## Člani
- Brad Arnold - vokal
- Matt Roberts - kitara
- Chris Henderson - kitara
- Todd Harrell - bas kitara
- Greg Upchurch - bobni

### Nekdanji člani
- Daniel Adair - bobni
- Richard Liles - bobni

## Diskografija

### Studijski albumi
- 3 Doors Down (1997)
- The Better Life (2000) - #7 U.S. - 6x Platinum
- Away from the Sun (2002) - #2 U.S. - 4x Platinum, #8 AUS - Platinum
- Seventeen Days (2005) - #1 U.S. - Platinum
- 3 Doors Down (May 20 2008)
- Time of My Life (2011)
- Us and the Night (2016)

### Albumi v živo
- Another 700 Miles (November 11 2003, EP) - #23 U.S. - Gold
- Acoustic EP (2005)
- A Six Pack of Hits (2008)
- Where My Christmas Lives (2009)
- Acoustic Back Porch Jam (2019)

### Virtualni albumi
- iTunes Originals – 3 Doors Down

### DVDji
- 3 Doors Down: One Red Light (november 2004)
- 3 Doors Down: Live in Houston, Texas - Away from the Sun (2005, Monster Music)
- 3 Doors Down "Behind Those Eyes"—dokumentarec Alexa Gibneya, ki prikazuje pot skupine od turneje Away from the Sun do snemanja albuma Seventeen Days ter istoimenske turneje. Konča se z odhodom bobnarja Grega Upchurcha domov, da je bil priča rojstvu svojega otroka Jacksona. (še neobjavljeno)
- Skupina je izdala tudi DVD s posnetki nepričakovanega konca turneje Seventeen Days. (še neobjavljeno)

### Singli
| Leto | Pesem                                     | U.S. Hot 100 | U.S. Mod. Rock | U.S. Main. Rock | U.S. Pop 100 | Hot AC        | NEM | AVS | U.S. Digital | Album             |
| ---- | ----------------------------------------- | ------------ | -------------- | --------------- | ------------ | ------------- | --- | --- | ------------ | ----------------- |
| 2000 | "Kryptonite"                              | 3            | 1 (11 tednov)  | 1 (9 tednov)    | -            | 3             | 85  | 8   | -            | The Better Life   |
| 2001 | "Loser"                                   | 55           | 2              | 1 (21 tednov)   | -            | -             | 78  | -   | -            | The Better Life   |
| 2001 | "Duck and Run"                            | 110          | 11             | 1 (3 tedne)     | -            | -             | -   | -   | -            | The Better Life   |
| 2001 | "Be Like That"                            | 24           | 22             | 10              | -            | 5             | -   | -   | -            | The Better Life   |
| 2003 | "When I'm Gone"                           | 4            | 2              | 1 (17 tednov)   | -            | 3             | -   | -   | -            | Away from the Sun |
| 2003 | "The Road I'm On"                         | -            | 24             | 8               | -            | -             | -   | -   | -            | Away from the Sun |
| 2004 | "Here without You"                        | 5            | 22             | 14              | -            | 1 (14 tednov) | 23  | 2   | -            | Away from the Sun |
| 2004 | "Away from the Sun"                       | 62           | 33             | 20              | -            | 5             | -   | -   | -            | Away from the Sun |
| 2005 | "Let Me Go"                               | 14           | 14             | 6               | 8            | 3             | 55  | -   | 24           | Seventeen Days    |
| 2005 | "Behind Those Eyes"                       | -            | 25             | 12              | -            | -             | 33  | -   | -            | Seventeen Days    |
| 2005 | "Live for Today"                          | -            | 31             | 18              | -            | -             | -   | -   | -            | Seventeen Days    |
| 2005 | "Here by Me"                              | -            | -              | -               | 81           | 24            | -   | -   | -            | Seventeen Days    |
| 2006 | "Landing in London" (featuring Bob Seger) | -            | -              | 32              | -            | 32            | 32  | -   | -            | Seventeen Days    |
| 2007 | "Citizen/Soldier"                         | 96           | -              | -               | 72           | -             | -   | -   | 75           | 3 Doors Down      |
| 2008 | "It's Not My Time"                        | 61           | 6              | 1 (1 teden)     | 62           | 20            | -   | -   | 72           | 3 Doors Down      |
| 2008 | "Train"                                   |              |                |                 |              |               |     |     |              | 3 Doors Down      |
| 2008 | "Let Me Be Myself"                        |              |                |                 |              |               |     |     |              | 3 Doors Down      |
| 2011 | "When You're Young"                       |              |                |                 |              |               |     |     |              | Time of My Life   |
| 2011 | "Every Time You Go"                       |              |                |                 |              |               |     |     |              | Time of My Life   |
| 2011 | "What's Left"                             |              |                |                 |              |               |     |     |              | Time of My Life   |
| 2012 | "Back to Me"                              |              |                |                 |              |               |     |     |              | Time of My Life   |
| 2012 | "Time of My Life"                         |              |                |                 |              |               |     |     |              | Time of My Life   |
| 2013 | "One Light"                               |              |                |                 |              |               |     |     |              | The Greatest Hits |
| 2013 | "There's a Life"                          |              |                |                 |              |               |     |     |              | The Greatest Hits |
| 2013 | "Goodbyes"                                |              |                |                 |              |               |     |     |              | The Greatest Hits |
| 2016 | "In the Dark"                             |              |                |                 |              |               |     |     |              | Us and the Night  |
| 2016 | "Still Alive"                             |              |                |                 |              |               |     |     |              | Us and the Night  |
| 2016 | "The Broken"                              |              |                |                 |              |               |     |     |              | Us and the Night  |

## Videospoti
- Kryptonite (2000)
- Loser (2001)
- Duck and Run (2001)
- Be Like That (2001)
- When I'm Gone (2002)
- The Road I'm On (2002)
- Here without You (2002)
- Away from the Sun (2002)
- Let Me Go (2005)
- Here by Me (2005)
- Landing in London (2005)
- It's Not My Time (2008)
- The Champion In Me (2008)
- Let Me Be Myself (2008)
- Citizen/Soldier[6] (2008)
- When You're Young (2011)
- Every Time You Go (2011)
- One Light (2013)
- In the Dark (2016)